# 戌神沁音
戌神沁音（日语：／ Inugami Korone，10月1日－）是一位日本虛擬YouTuber，隸屬於事務所hololive production。「hololive GAMERS」的成員之一。

## 活動概述

### 角色設計
在都市中的某家麵包店工作的狗狗，會在看店之餘的閒暇時候遊玩遊戲。——官方角色設定
戌神沁音的形象設計由插畫師負責，其初期形象被設計為在內裏穿著白色扣鈕裙子，外面披著一件黃色連裙外套、左邊因沒有恰當地穿著而滑落並露出左肩，棕色犬耳附在同樣是棕色的頭髮之上，左邊頭髮戴著骨頭形狀的髮飾，頸部掛著狗爪形狀的項圈。Live2D模型由rariemonn製作，3D模型由製作。

### 人物相關
戌神自稱為「虛擬犬人」、犬種為查理斯王騎士犬。常用第一人稱為「 Korone」及其方言版本的「 Koone」。直播開始時通常會說「 oayo」或是「 yubiyubi」作為問候。粉絲名稱為「 Koronesuki」，但戌神在直播中通常稱呼觀眾為。說話時方言口音濃重。
在hololive production中從屬於以遊戲實況為活動主軸的組合「hololive GAMERS」，從新作遊戲到經典遊戲如《摩訶摩訶》等均有涉獵。經常進行超長時間實況，曾進行連續遊玩《龍穴歷險記》達19小時以上的耐久實況。
與同樣是hololive GAMERS成員的貓又小粥關係親密，兩人在加入hololive之前便已經是相識已久的朋友，兩人並稱「 Okakoro」。

### 走紅海外
在2020年8月25日進行的《阿邦阿卡大冒險》實況中，戌神模仿的拾取遊戲道具「魔術骷髏」時發出的聲效「Eekum Bokum」在日本國外爆紅，巴西動畫師2Snacks藉此為素材製作的同人動畫還成為了網路迷因，促成了戌神訂閱者數的激增。當日的實況影片和2Snacks的這支同人動畫還分別得到了《阿邦阿卡大冒險》音樂製作人Grant Kirkhope、遊戲開發商Rare的轉推與讚賞。
2020年10月20日，id Software在他們製作的FPS遊戲《毀滅戰士：永恆》的DLC中，加入了戌神的彩蛋。此前戌神在遊玩系列前作《毀滅戰士》與《毀滅戰士64》時，採納觀眾將毀滅戰士原文名「DOOM」與狗的英文「DOG」組合而成的「DOOG」的留言，在實況縮圖中放上「DOOG」字樣的標誌，同時「DOOG」亦成為一個網路迷因在日本國外廣為流傳。id Software便是基於此一迷因，加入了在遊戲標題介面中連按3次手把上的「X」鍵，遊戲標題就會從「DOOM」變成「DOOG」的彩蛋。惟此彩蛋在DLC發售後5日便被移除，戌神本人沒能夠遊玩到。之後戌神收到《毀滅戰士》發行商贈予的《毀滅戰士》公仔周邊，以感謝她對帶動遊戲人氣做出的貢獻。
2020年11月9日，戌神在遊玩尋物遊戲《Hidden Folks》時，模仿遊戲中禿鷲叫聲的片段獲得該遊戲的製作人Adriaan de Jongh的注意。Adriaan在Twitter發文表達感謝之餘，還為她特別製作了額外的禿鷲音效檔。
此外戌神還與一些日本國外的遊戲開發商多有互動，如曾收到和動視暴雪贈送的周邊禮物。

## 經歷

### 2019年
- 3月25日，開設YouTube頻道。
- 4月1日，於Twitter發佈首篇推文[25]。
- 4月13日，於YouTube進行首次直播[2]。
- 8月28日，出演活動[26]。
- 9月14日，公佈3D模型[8][27]。
- 10月5日，出演活動[28]。
- 12月6日，YouTube頻道訂閱者數突破10萬人。
- 12月26日，公佈冬季風格新服裝[29]。

### 2020年
- 1月24日，出演演唱會「hololive 1st fes. NONSTOP STORY」[30][31][32]。
- 6月27日、28日，出演活動[33][34]。
- 7月3日，YouTube頻道訂閱者數突破50萬人。
- 7月23日，受邀進行紀念SEGA成立60週年的遊戲實況[35]。
- 11月1日，YouTube頻道訂閱者數突破100萬人[36][37]，為虛擬YouTuber業界中的第4人、第5個頻道，hololive production所屬藝人中的第2人[38][39]。
- 12月22日，出演演唱會「hololive 2nd fes. Beyond the Stage」[40][41]。

### 2021年
- 4月3日，出演演唱會「V-Carnival」[42][43]。
- 4月13日，發佈個人首支原創歌曲[44]。

## 出演

### 電視動畫
- 妖怪手錶♪第94話

### 電子遊戲
- 邪神沁音（日语：日常侵食リアルホラーつぐのひ#邪神ころね）[45][46]（2021年11月8日[47][48][49][50]）
- 《Okayu喵〜姆！》（2025年）[51]

### 網路節目
- （2021年9月9日，於YouTube頻道[52]）

### 演唱會、活動
- hololive 1st fes. NONSTOP STORY（2020年1月24日，線下舉辦於豐洲PIT，線上舉辦於Niconico直播[31][32][53]）
- hololive 2nd fes. Beyond the Stage（僅於2020年12月22日的STAGE2部分登場，線上舉辦於Niconico直播與SPWN[41]）
- V-Carnival（僅於2021年4月4日的Day1部分登場，線上舉辦於SPWN[43]）
- 東京電玩展2021（僅於2021年10月3日的線上節目中登場[54]）

### 商業搭配
- namco（2021年10月22日—11月23日）作為「namco」的遊戲獎品，推出了數款壓克力立牌、壓克力板、毛巾等周邊[55]。
- （2021年10月26日）受邀進行了該遊戲的宣傳實況[56]。
- （2021年11月1日—2022年1月7日）hololive production與該郵購公司合作推出了印有旗下藝人形象的賀年卡[57]。
- 漢姆利玩具店（2022年1月14日—2月27日、3月18日—4月24日）與其合作推出了可以體驗與hololive GAMERS成員約會的遊樂設備[58]。

## 音樂作品

### 發行作品
|      | 發布日期      | 樂曲名稱                               | 數位媒體規格產品編號 | 實體發行規格產品編號 | 備註              |
| ---- | ------------- | -------------------------------------- | -------------------- | -------------------- | ----------------- |
| 單曲 |               |                                        |                      |                      |                   |
| 1    | 2021年4月14日 | ころねの最凶天災☆わんだふぉー❤わーるど | CVRD-041             |                      | 出道2週年紀念歌曲 |
| 2    | 2022年4月17日 | Doggy god's street                     | CVRD-148             |                      | 出道3週年紀念歌曲 |
| 3    | 2023年4月14日 | Wonky Monkey                           | CVRD-281             |                      |                   |
| 4    | 2024年4月14日 | TROUBLE "WAN" DER!                     | CVRD-414             |                      |                   |
| 5    | 2024年10月2日 | Mad POPCORN World!                     | CVRD-480             |                      |                   |

### 參與樂曲

#### 單曲
| 發佈日期      | 標題                 | 演唱                  | 發行 | 規格         | 規格產品編號 |
| ------------- | -------------------- | --------------------- | ---- | ------------ | ------------ |
| 2019年9月16日 | Shiny Smily Story    | hololive IDOL PROJECT |      | 數位音樂下載 | CVRD-001     |
| 2022年1月3日  | Mikkorone×Showtime!! | 櫻巫女、戌神沁音      |      | 數位音樂下載 | CVRD-111     |

## 網上恐嚇戌神
2024年11月11日和12日，一個叫「戌神ころね名言bot」的用户於X上聲稱要殺害戌神和時任日本首相石破茂。

## 外部連結
- hololive production官方網站中的戌神沁音個人頁面 （页面存档备份，存于）
- YouTube上的Korone Ch. 戌神ころね頻道
- 戌神沁音的X（前Twitter）
- 戌神沁音 （页面存档备份，存于） - Marshmallow
- 戌神沁音Official的哔哩哔哩个人空间